# Giacomo Casanova
Giacomo Girolamo Casanova (/ˌkæsəˈnoʊvə, ˌkæzə-/, tiếng Ý: [ˈdʒaːkomo dʒiˈrɔːlamo kazaˈnɔːva, kasa-] ; 02 tháng 04 năm 1725 - 04 tháng 06 năm 1798) hay Giacomo Girolamo Casanova de Seingalt (2 tháng 4 năm 1725 – 4 tháng 6 năm 1798) thường được cho là mạo hiểm kiêm tác gia quê ở xứ Venezia.
Toàn thể chi tiết về lai lịch nhân vật này đều chỉ cứ theo cuốn Truyện đời tôi mà ông danh chính ngôn thuận làm tác giả. Mặc dù hành trạng ông chưa có gì đáng tin song trứ tác là vốn tư liệu rất phong phú về bối cảnh xã hội thượng lưu Âu châu thế kỷ XVIII. Bên cạnh đó, sách ghi lại chân dung rất nhiều chính khách, học giả, tác gia cho đến đàn bà phóng túng từng khuynh đảo hậu trưởng chính trị Tây Âu trước thời điểm xảy ra cách mạng Pháp.

## Lịch sử
Theo tự thuật đầu sách, tác gia Casanova bấy giờ tuổi đã cao lắm. Ông làm thủ thư ở trang viên Duchcov thuộc sở hữu của bá tước Valdštejn, thường tận dụng thời gian rảnh để chép lại những sự kiện ấn tượng trong quá khứ cuộc đời.

### Đồng niên

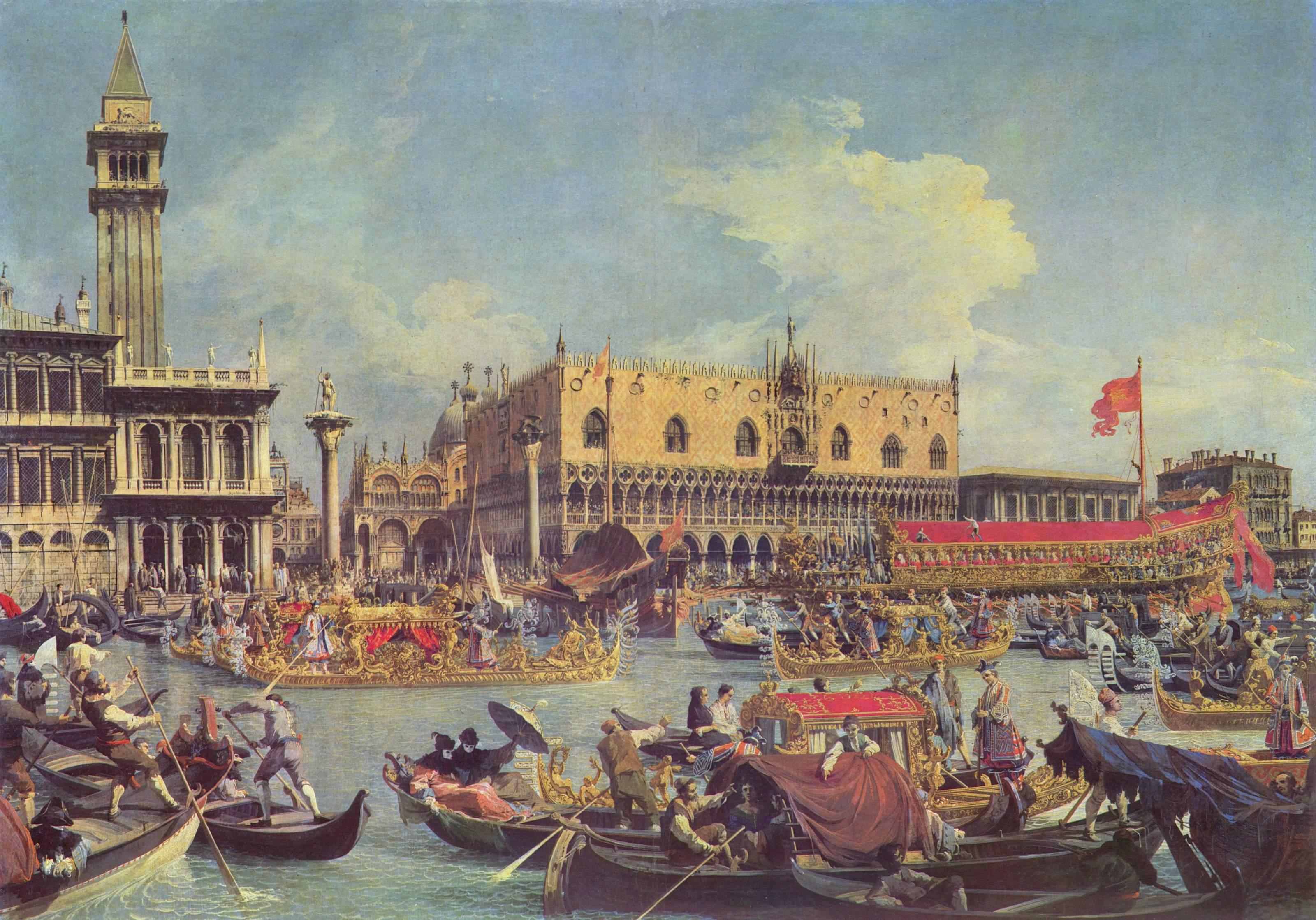
Venezia thập niên 1730.

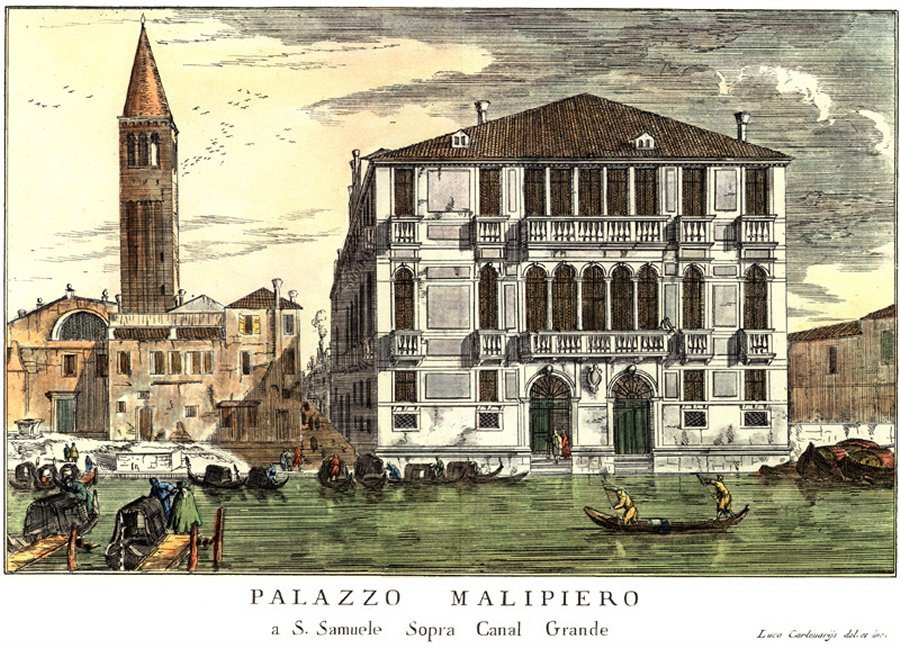
Nhà nguyện chứng kiến lễ thánh tẩy cho hài nhi Giacomo.

Cậu bé Giacomo Girolamo Casanova sinh năm 1725 ở thành Venezia, là cả trong 6 người con của vũ công Gaetano Giuseppe Giacomo Casanova với nữ tài tử Zanetta Farussi. Cho dẫu thân phận hèn mọn, nhưng ít nhiều nhà Casanova vẫn sống phong lưu nhờ tài danh của song đường.
Tại thời điểm Casanova sinh ra, Cộng hoà Venezia đang thời kỳ phát triển đỉnh như là thủ đô giải trí của châu Âu, cai trị bởi những người bảo thủ về chính trị và tôn giáo chấp nhận tệ nạn xã hội để khuyến khích ngành du lịch. Đó là một điểm dừng bắt buộc của Grand Tour, là nơi đến du lịch của những người đàn ông trẻ đến tuổi tác, đặc biệt là những người đàn ông Anh. Các Carnival nổi tiếng, các sòng bài gái giang hồ xinh đẹp là các thứ thu hút mạnh mẽ. Đây là thiên nhiên bạt con sinh Casanova và làm cho anh ta là vị công dân đại diện nổi tiếng nhất.
Casanova đã được chăm sóc bởi bà Marzia Baldissera của mình trong khi mẹ của ông đi lưu diễn về châu Âu trong nhà hát. Cha ông chết khi ông lên 8 tuổi. Khi còn nhỏ, Casanova bị chứng chảy máu cam, và bà ngoại của ông đã tìm cách giúp đỡ từ một phù thủy: "Rời gondola, chúng ta bước vào một nơi bẩn thỉu, nơi chúng tôi thấy một bà già ngồi trên một pallet, với một con mèo đen trên tay và năm, sáu người khác xung quanh bà ta". Mặc dù thuốc cao được sử dụng chưng tỏ không hiệu quả, Casanova bị thu hút bởi câu thần chú  Có lẽ để chữa chứng chảy máu cam (một bác sĩ đổ lỗi cho mật độ không khí của Venice), Casanova, vào ngày sinh nhật thứ chín của cậu, đã được gửi đến một nhà trọ trên đất liền ở Padva. Đối với Casanova, việc bị bố mẹ bỏ rơi là một kỷ niệm cay đắng. "Vì vậy, họ đã bỏ tôi," ông tuyên bố.
Điều kiện tại nhà nội trú đã kinh khủng như vậy, ông kêu gọi được đặt dưới sự chăm sóc của Abbé Gozzi, giảng viên chính của ông, người đã dạy anh ta các môn học cũng như vĩ cầm. Casanova chuyển đến sống với các linh mục và gia đình và sống ở đó thông qua nhất của tuổi thiếu niên của ông.
Tuổi thơ Casanova được cho là kết thúc năm 1742 khi cậu bị đuổi khỏi đại học đường vì những hành vi tò mò với thân thể phụ nữ - điều tối kị trong hoàn cảnh giáo dục đương thời. Đối tượng gồm cả nữ danh ca Teresa Cornelys và chị em Nanetta-Marton Savorgnan có họ với vương công Monaco. Quá trình học lên mục sư bỗng chốc đình lại, Casanova bèn bỏ đi biệt xứ.

### Thành niên

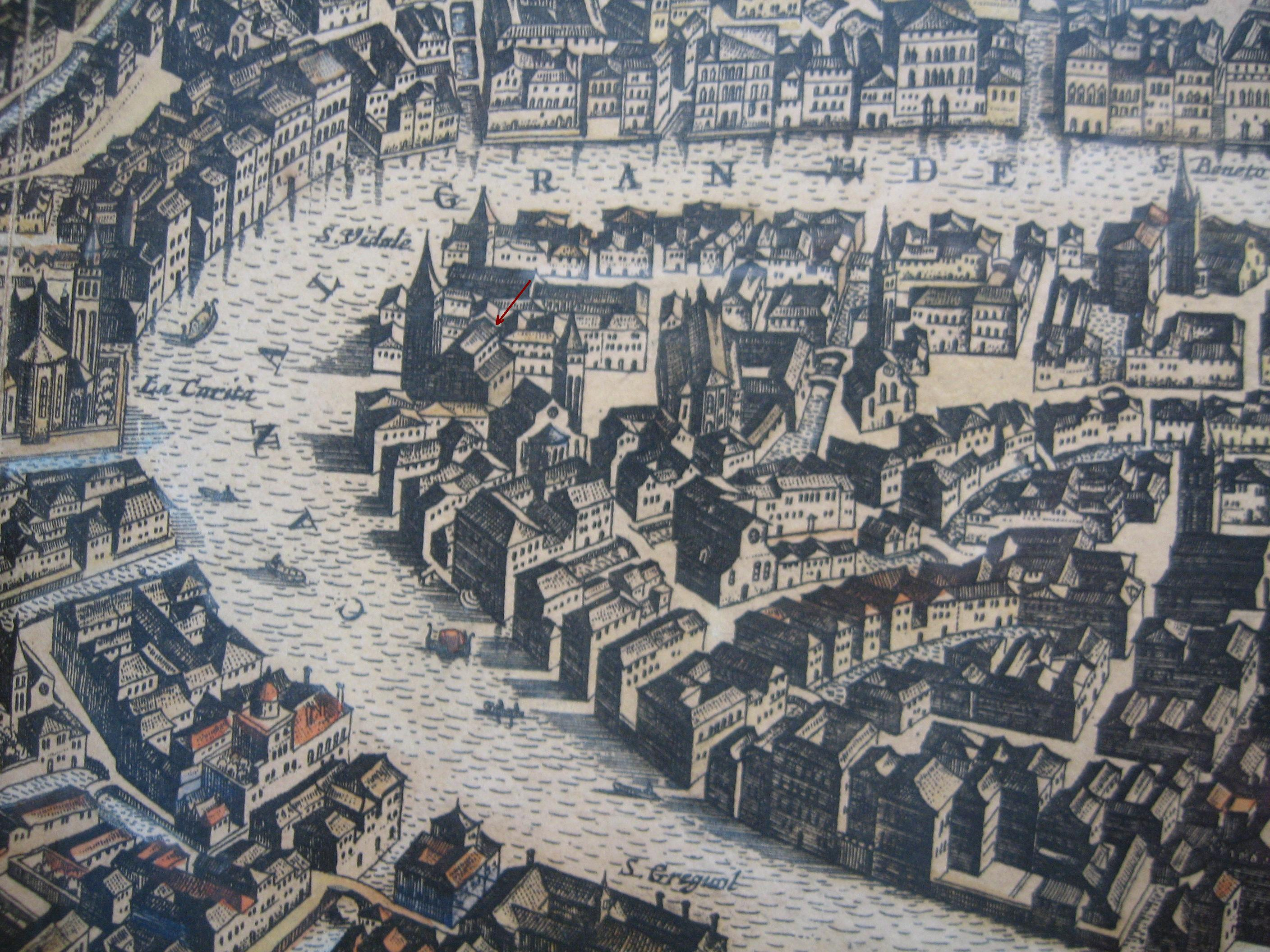
Phố San Samuele tràn ngập kí ức tuổi thơ cậu bé Giacomo.

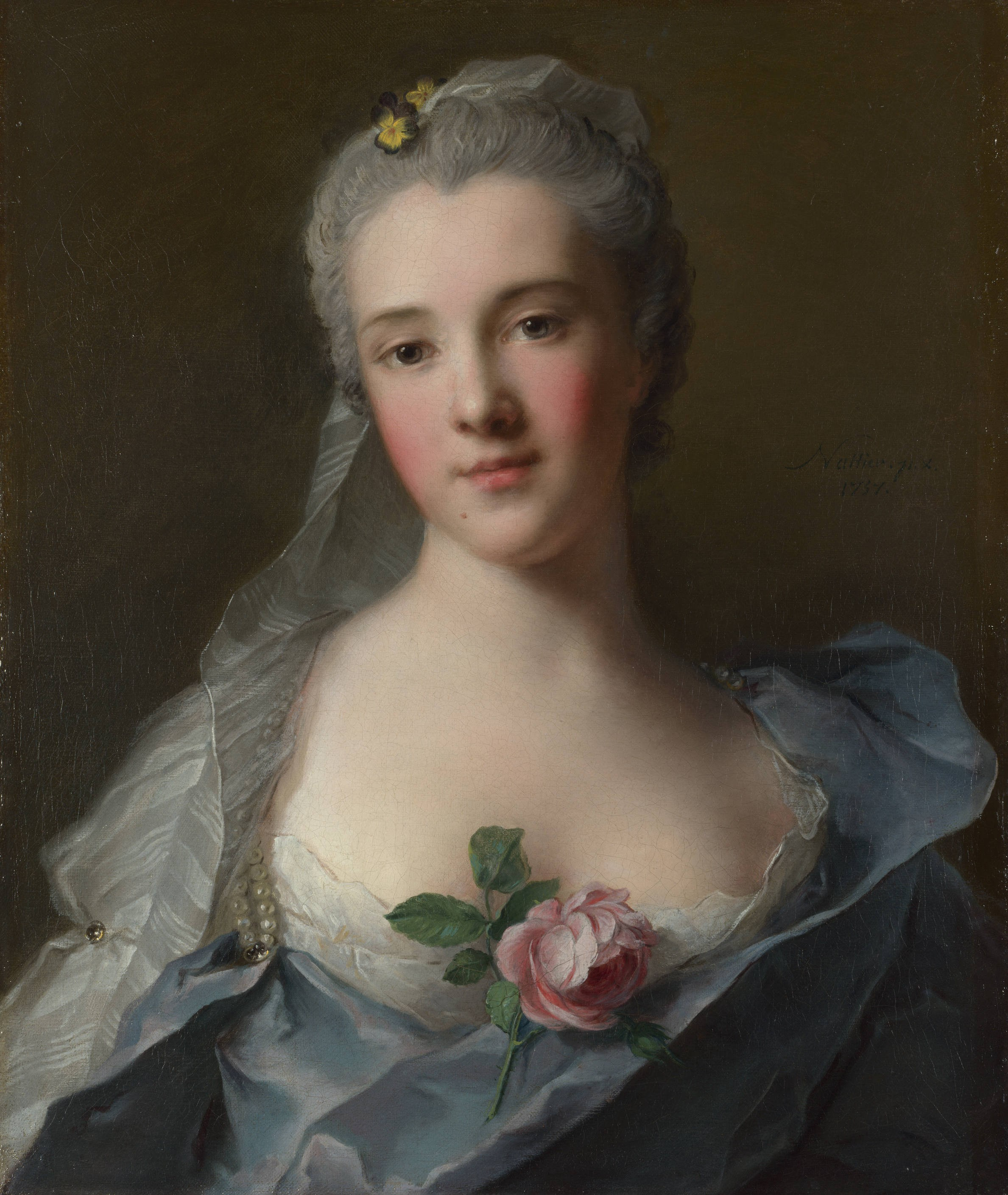
Nàng Manon Balletti, một trong những tình nhân lâu năm nhất của Casanova.

Sau ngày bà nội mất, mẹ đẻ hoàn toàn bất lực với tính khí bốc đồng của Casanova. Nhưng thì điểm này, chàng có cơ hội bệ kiến cha Biển Đức XIV. Casanova bộc bạch rằng, chàng muốn đọc "sách cấm" và không thích ăn cá (món quan trọng trong lễ kỉ niệm Bài Giảng Trên Núi), vì cho rằng dễ bị viêm mắt đỏ. Đức hồng y Acquaviva ra đạo dụ cách mọi chức trong hàng giáo phẩm của chủng sinh Casanova, cho nên chàng không còn nguồn trợ cấp hàng tháng nữa.
Để có tiền trang trải sinh hoạt, Casanova gia nhập trung đoàn Venezia đồn trú thuộc địa Kérkyra, rồi phiêu bạt sang Kōnstantinoupolis, cuối cùng lại quay về Parma. Thời này Casanova bắt đầu tận dụng những mánh lới học lỏm nghề diễn kịch của cha mẹ để đi lừa các bà trung lưu lắm của, nhưng rất ít thành công. Chàng cũng công khai thừa nhận rằng đã có hành vi hiếp dâm một số thiếu nữ, trong số đó có nàng Henriette gốc Pháp. Tuy vậy, mối lương duyên Henriette với Casanova lại nảy nở, giữa hai người tồn tại một mối tình trong sáng và khá lâu.
Sau ngày đoạn tuyệt Henriette, Casanova mò tới Lyon rồi lại lần hồi lên Paris theo Hội Tam Điểm. Chàng hòa nhập xã hội thượng lưu, giao thiệp với nhiều nhân vật vang danh trong giới chính trị học thuật khách sảnh. Chàng chóng tập nhiễm trào lưu thời thượng mân côi thập tự. Bên cạnh thói chinh phục tình dục ngày càng điêu luyện, Casanova tiếp tục viễn du Dresden, Praha, Wien để hình thành thế giới quan về xã hội phù hoa bấy giờ.
Ngày 26 tháng 07 năm 1755, tín đồ Giacomo Casanova bị cảnh sát tông giáo bắt giữ vì hành vi báng bổ nơi lễ đường. Tuy nhiên, điều kiện buồng giam sơ sài giúp Casanova dễ dàng tẩu thoát chỉ một tuần sau. Cùng đường, chàng chạy tới Dunkerque rồi quay về Paris. Thời điểm này chiến kiện Bảy Năm khai mạc, vô tình giúp Casanova trở nên nổi danh không kém phu nhân Pompadour, tiên sinh Jean-Jacques Rousseau và thầy Jean le Rond d'Alembert. Nhưng chỉ ít năm sau, hoàng đế Louis XV sẵn hiềm khích đã phái thích khách đi truy sát Casanova. Từ đấy chàng phải dạt sang Hà Lan (nước đang đối địch Pháp) bằng nhiều tên giả, mà chủ yếu là Giacomo Girolamo Casanova de Seingalt.
Casanova bôn tẩu quanh các xứ Phổ, Áo, Thụy Sĩ rồi chạy tuốt qua Warszawa, bao phen tưởng chết mất xác. Khi về lại Dresden - nơi các anh chị ruột định cư, Casanova phát hiện mắc bệnh hoa liễu, nguy cơ hoại tử khá cao nên phải chạy chữa rất tốn kém. Năm 1767, sau khi khỏi bệnh, Casanova lại mò tới Paris gá bạc, tham gia một phi vụ lừa đảo chấn động toàn Pháp. Tuy nhiên, nhờ mối quan hệ thân thiết với các đồng chí Hội Tam Điểm, chàng lại đào tị được sang Barcelona và có dịp kiến diện đức vua Carlos III.
Ở Tây Ban Nha, Casanova thời may thoát một vụ mưu sát và chấp nhận ngồi tù 6 tháng. Mãn hạn, chàng lại về Pháp ít lâu rồi hồi hương nước Ý.
Trên đất thánh Roma, Casanova tính kế về Venezia. Ban đầu, chàng dịch Iliás ra tiếng Etrusca đương đại, sau đó san hành tiếp hồi kí Truyện phiêu lưu trên đất Ba Lan. Tháng 09 năm 1774, nhờ tác động phần nào của công chúng ái mộ, Casanova được cấp phép về quê sau 18 năm lưu vong ê trệ.
Tại phiên xử phúc thẩm đối với tội dị giáo, can phạm Giacomo Girolamo Casanova được cứu xét tha bổng, nhưng kèm điều kiện phải làm đặc tình viên cho tòa giám mục, nghĩa là chuyên giám sát các hoạt động tín ngưỡng, đạo đức và giao thương của công dân. Ban đầu chàng chỉ miễn cưỡng nhận việc, sau tràn trề thất vọng vì không được trả cắc nào.
Trong những năm buồn chán này, Casanova phải làm tang lễ cho bà mẹ già. Chàng tiếp tục gá bạc và lang thang ái tình với các thiếu nữ khờ dại. Năm 1783, tòa án dị giáo hạ dụ trục xuất vĩnh viễn Casanova khỏi Venezia vì hành vi chế nhạo quý tộc khi tuyên bố mình là con đẻ của vương công Grimaldi.
Casanova đành quay lại Paris. Tại đây vào tháng 11 chàng gặp học giả Benjamin Franklin, làm bí thư cho quan đại sứ Sebastian Foscarini xứ Venezia. Chàng kể rằng đã gặp cả nhạc sư Lorenzo Da Ponte và góp vài ý kiến cho nhạc kịch Don Giovanni của Mozart.

### Lão niên

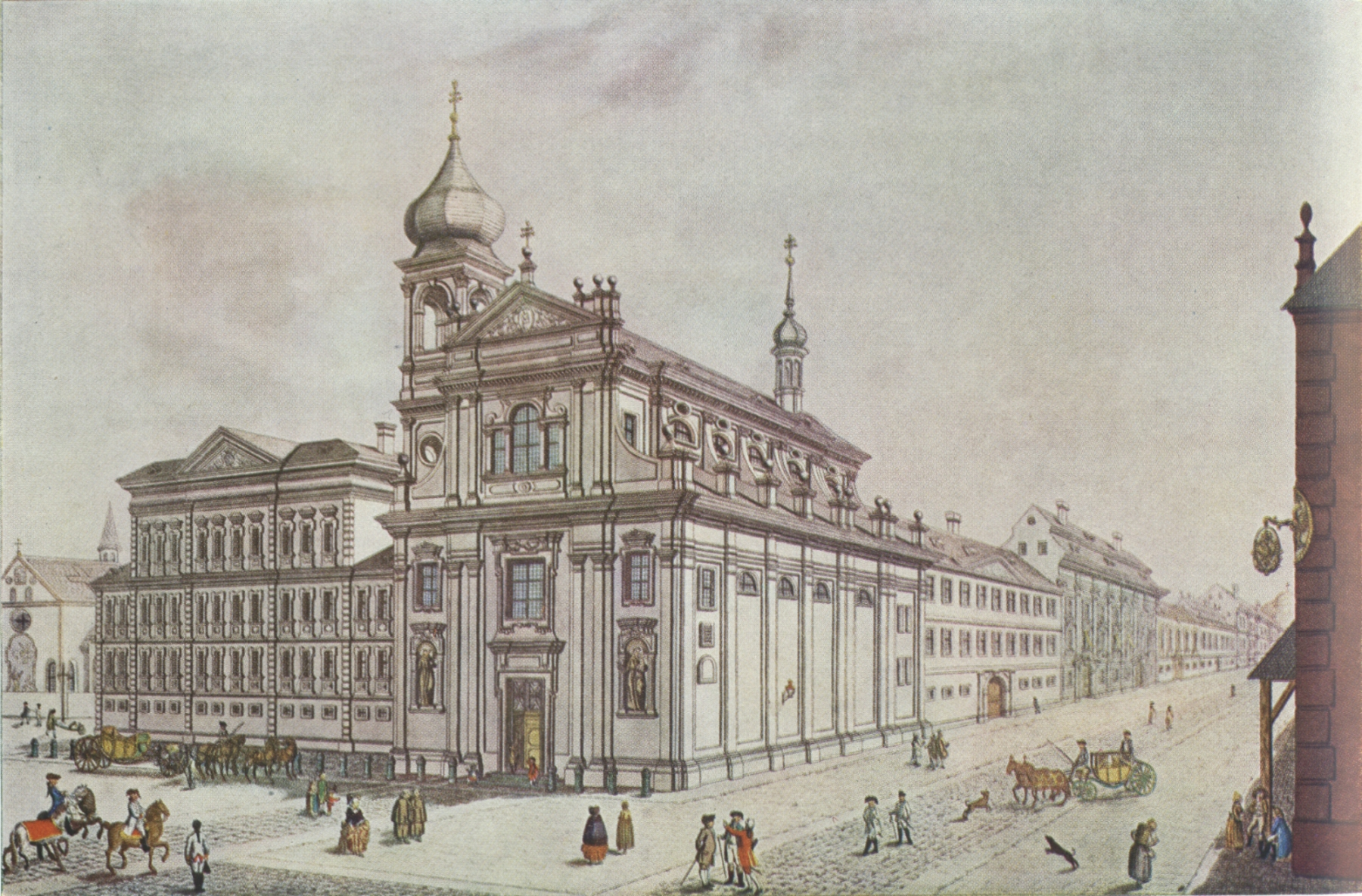
Praha năm 1785.

Sau khi Sebastian Foscarini tạ thế, Casanova cảm thấy không còn ấm thân nữa nên chủ động bỏ việc. Ông sang Böhmen xin làm thủ thư cho bá tước Joseph Karl von Waldstein, vốn là thị vệ cho hoàng đế Phổ. Thời này những căn bệnh hoa liễu thời tuổi trẻ bắt đầu làm sức Casanova suy kiệt. Dù vậy ông vẫn thi thoảng viếng Dresden và Wien nơi có thân nhân mình.
Tại trang viên Duchcov buồn vắng, có đôi lúc Casanova định quyên sinh. Thế nhưng ông cố gượng dậy hoàn thành nốt cuốn hồi kí đời mình.
Tháng 10 năm 1787, Casanova hội ngộ Lorenzo Da Ponte ở Praha. Thậm chí có thông tin rằng ông đã dự lễ đăng cơ của hoàng đế Leopold II vào năm 1791. Đây cũng là giai đoạn Tây Âu bắt đầu sôi lên những cuộc cách mạng đẫm máu, cho nên không ai còn nhớ nhiều tới Casanova nữa.
Năm 1797, dao ngôn về sự cáo chung tổ quốc Venezia và quân đoàn Napoléon Bonaparte đã xâm lược quê nhà khiến Casanova hết sức bi phẫn. Hôm 04 tháng 06 năm 1798, Giacomo Girolamo Casanova lìa trần. Ông để lại câu chân ngôn : "Ta đã sống làm triết gia mà giờ đây chết đáng danh Cơ Đốc nhân". Casanova được an táng tại một địa điểm không rõ ở nội hạt Duchcov.

## Phong hóa
Chỉ qua cuốn hồi kí đẫm mùi nước hoa hồng, Giacomo Girolamo Casanova ghi lại những nét chính của xã hội thượng lưu Tây Âu thời tiền cách mạng. Đồng thời chính ông trở thành một ý nghĩa về thói phong tình và những thú tiêu khiển bốc giời. Sau khi cách mạng công nghiệp trôi đi, hình mẫu Casanova lại chỗi dậy trên kịch trường điện ảnh, mà sau lại khúc xạ vào âm nhạc và truyền hình. Ngoài ra, nhân vật này trở thành đối tượng nghiên cứu của rất nhiều thế hệ học giả bộ môn cổ điển.

### Truyện kí

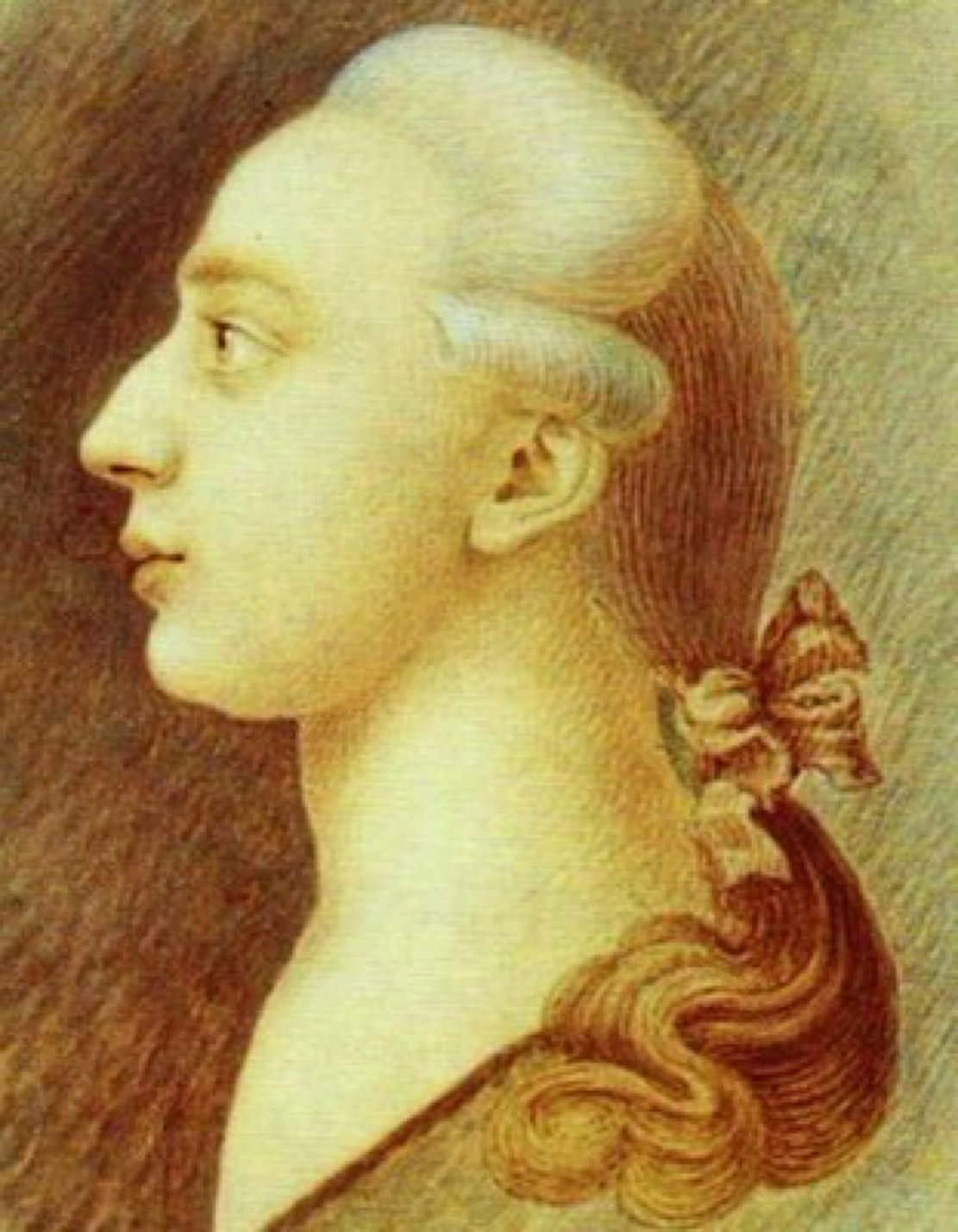
Casanova qua nét cọ của cậu em Francesco đầu thập niên 1750.

- Casanovas Heimfahrt (Casanova's Homecoming) (1918) by Arthur Schnitzler
- The Venetian Glass Nephew (1925) by Elinor Wylie, in which Casanova appears as a major character under the transparent pseudonym "Chevalier de Chastelneuf"
- Széljegyzetek Casanovához (Marginalia on Casanova)  (1939) by Miklós Szentkuthy
- Vendégjáték Bolzanóban (Conversations in Bolzano or Casanova in Bolzano)  (1940), a novel by Sándor Márai
- Le Bonheur ou le Pouvoir (1980), by Pierre Kast
- The Fortunes of Casanova and Other Stories (1994), by Rafael Sabatini, includes nine stories (originally published 1914–1921) based on incidents in Casanova's memoirs[18]
- Casanova (1998), a novel by Andrew Miller
- Casanova, Dernier Amour (2000), by Pascal Lainé
- Casanova in Bohemia (2002), a novel about Casanova's last years at Dux, Bohemia, by Andrei Codrescu[19]
- Een Schitterend Gebrek (English title In Lucia's Eyes), a 2003 Dutch novel by Arthur Japin, in which Casanova's youthful amour Lucia is viewed as the love of his life
- "A Disciple of Plato", a short story by English writer Robert Aickman, first printed in the 2015 posthumous collection The Strangers and Other Writings, in which the main character—throughout described as "the philosopher"—is revealed in the last lines to be Casanova.

### Ca nhạc
- "The Grand Canal" (1983), an extended ensemble piece within the Broadway musical Nine (music and lyrics by Maury Yeston), which presents the romantic entanglements of its central character in terms of Casanova's legendary sexual exploits
- Casanova Fantasy Variations for Three Celli (1985), a piece for cello trio by Walter Burle-Marx
- "Casanova" (1986), a song by the Russian rock group Nautilus Pompilius.  Music by Vyacheslav Butusov, text by Ilya Kormil'tsev.
- "Casanova" (1987) song by R&B group LeVert. The song reached number 1 on the R&B chart as well as reaching number 5 on the pop chart.
- Casanova (1996), an album by the UK chamber pop band The Divine Comedy, inspired by Casanova
- "Casanova 70" (1997), a single by French electronic duo Air
- Casanova (2000), a piece for cello and winds by Johan de Meij
- "Casanova in Hell" (2006), a song by the UK group Pet Shop Boys, from their album Fundamental

### Kịch nghệ
- Casanova (1923), a comic opera in three acts with prologue and epilogue, by Ludomir Różycki
- Casanova (1928), an operetta by Ralph Benatzky, based on music by Johann Strauss Jr.
- Camino Real (1953), a play by Tennessee Williams, in which an aging Casanova appears in a dream sequence
- Nine (1982), a Tony-award-winning Broadway musical by Maury Yeston and Arthur Kopit (based on the 1963 film 8½ by Frederico Fellini), in which the central character, an Italian film director experiencing an emotional breakdown, imagines creating a movie spectacular about Casanova
- Casanova's Homecoming (1985), an opera by Dominick Argento
- Casanova (2007), a play by Carol Ann Duffy and Told by an Idiot theatre company, starring Hayley Carmichael as a female Casanova
- Casanova (2008), a musical by Philip Godfrey, first performed at the Greenwich Playhouse, London[20]
- Casanova (2016), a pasticcio opera by Julian Perkins and Stephen Pettitt, first performed in the Baroque Unwrapped series at Kings Place, London
- Casanova (2017), a ballet by Northern Ballet, choreographed by Kenneth Tindall and based on the biography by Ian Kelly[21][22]
- Casanova (2019), a musical performed by Takarazuka Revue and starring Rio Asumi as Casanova[23]

### Điện ảnh
- Casanova (1918), a Hungarian film featuring Béla Lugosi
- The Loves of Casanova, or Casanova, a 1927 French film starring Ivan Mozzhukhin
- Il cavaliere misterioso (The Mysterious Rider), a 1948 film by Riccardo Freda, in which Casanova is played by Vittorio Gassman in his debut as a lead actor
- Poslední růže od Casanovy (The Last Rose from Casanova), a 1966 Czech film featuring Felix le Breux as aging Casanova during his stay at Duchcov
- Giacomo Casanova: Childhood and Adolescence, a 1969 feature film by Luigi Comencini, starring Leonard Whiting
- Fellini's Casanova, a 1976 feature film by Federico Fellini, starring Donald Sutherland
- La Nuit de Varennes (1982), a film featuring Marcello Mastroianni
- Casanova (1987), a television movie, starring Richard Chamberlain
- Le Retour de Casanova (1992), a French comedy starring Alain Delon
- Casanova (2005), a feature film featuring Heath Ledger, Sienna Miller, Charlie Cox, and Lena Olin
- Nine (2009), a live-action feature film directed by Rob Marshall, based on the Broadway musical of the same name (see below)
- Casanova Variations (2014), a feature film starring John Malkovich
- Zoroastro, Io Casanova (2017) an Italian film featuring Galatea Ranzi

### Truyền hình
- Casanova, a 1971 BBC Television serial, written by Dennis Potter and starring Frank Finlay
- Casanova, a 2005 BBC Television serial featuring David Tennant as young Casanova and Peter O'Toole as the older Casanova
- In 2017, an episode of Horrible Histories called "Ridiculous Romantics" featured Tom Stourton, portraying Casanova.

## Thư mục

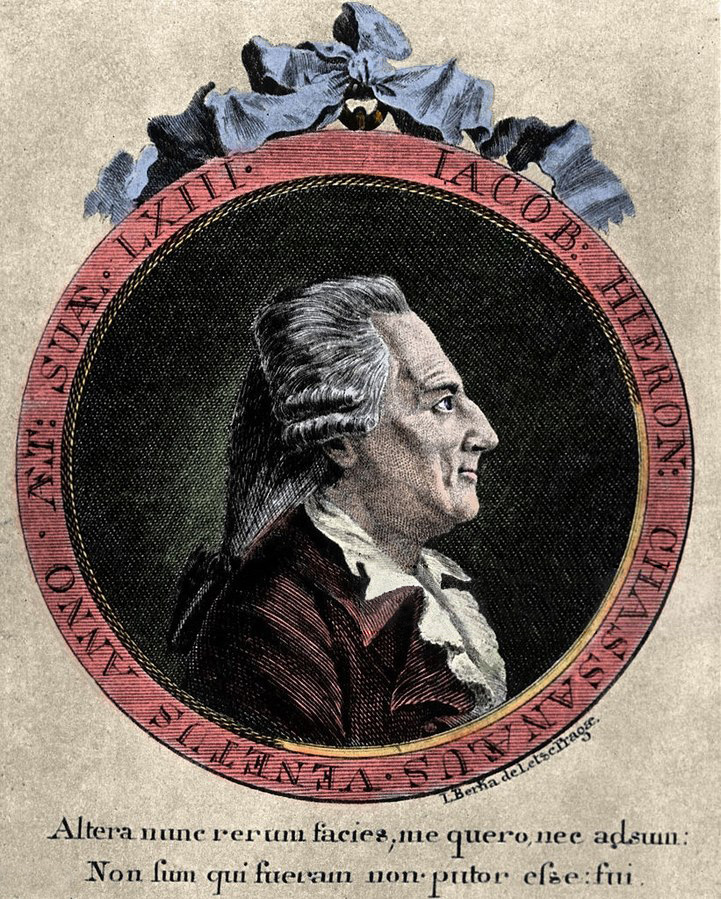
Chân dung Casanova năm 1788.

## Liên kết
1. ↑  “Casanova”. The American Heritage Dictionary of the English Language (ấn bản thứ 5). Boston: Houghton Mifflin Harcourt. 2014. Truy cập ngày 1 tháng 6 năm 2019.
2. ↑  “Casanova”. Collins English Dictionary. HarperCollins. Truy cập ngày 1 tháng 6 năm 2019.
3. ↑  "Casanova, Giovanni Jacopo" Lưu trữ ngày 1 tháng 6 năm 2019 tại Wayback Machine (US) and “Casanova, Giovanni Jacopo”. Oxford Dictionaries Từ điển Vương quốc Anh. Oxford University Press. Truy cập ngày 1 tháng 6 năm 2019.
4. ↑  Zweig, Paul (1974). The Adventurer. New York: Basic Books. tr. 137. ISBN 978-0-465-00088-3.
5. ↑  Casanova, Histoire de ma vie, Gérard Lahouati and Marie-Françoise Luna, ed., Gallimard, Paris (2013), Introduction, p. xxxvii.
6. ↑  John Masters (1969). Shooting Spain in 1428.
7. ↑  Childs (1988), p. 3.
8. ↑  Casanova (2006). History of My Life. New York: Everyman's Library. page x. ISBN 0-307-26557-9
9. ↑  Casanova (2006), p. 29
10. ↑  Childs (1988), p. 5.
11. ↑  Masters (1969), p. 13.
12. ↑  Masters (1969), p. 15.
13. ↑  Jörg Baten, Mikołaj Szołtysek (January 2012)  MPIDR Working Paper WP 2012-002: The Human Capital of Central-Eastern and Eastern Europe in European Perspective. Max Planck Institute for Demographic Research.
14. ↑  “Wyborcza.pl”. wroclaw.wyborcza.pl. Truy cập ngày 31 tháng 3 năm 2017.
15. ↑  “Wolna miłość we Wrocławiu cz. II”. skarbykultury.pl (bằng tiếng Ba Lan). Truy cập ngày 31 tháng 3 năm 2017.
16. ↑  “Mamma mia, Włosi we Wrocławiu - Muzyka W Mieście”. mwm.nfm.wroclaw.pl. Bản gốc lưu trữ ngày 31 tháng 3 năm 2017. Truy cập ngày 31 tháng 3 năm 2017.
17. ↑  Casanova's connections with Da Ponte and Mozart are explored in Daniel E. Freeman, Mozart in Prague (2021) ISBN 978-1-950743-50-6.
18. ↑  Sabatini 1994.
19. ↑  Codrescu 2002.
20. ↑  “Casanova: A Musical Comedy by Philip Godfrey”. Casanovamusical.co (bằng tiếng Anh). Truy cập ngày 13 tháng 11 năm 2020.
21. ↑  “New Casanova for Northern Ballet”. Dancing Times. 24 tháng 5 năm 2016. Bản gốc lưu trữ ngày 7 tháng 2 năm 2019. Truy cập ngày 2 tháng 8 năm 2022.
22. ↑  “Three brand new ballet productions set to be performed in Leeds in 2017”. www.yorkshireeveningpost.co.uk.
23. ↑  “花組「ＣＡＳＡＮＯＶＡ」 明日海が生き生きと＝評・小玉祥子”. Mainichi Shimbun. 11 tháng 4 năm 2019. Bản gốc lưu trữ ngày 18 tháng 8 năm 2022. Truy cập ngày 2 tháng 8 năm 2022.

### Tư liệu
- Các tác phẩm của Giacomo Casanova tại Dự án Gutenberg
- Các tác phẩm của hoặc nói về Giacomo Casanova tại Internet Archive
- Tác phẩm của Giacomo Casanova trên  LibriVox (sách audio thuộc phạm vi công cộng)
- Casanova Research Page tại Wayback Machine (lưu trữ ngày 7 tháng 2 năm 2008)
- Memoirs of Jacques Casanova de Seingalt 1725–1798 Ebook